# Minsk Cup
La Minsk Cup est une course cycliste d'un jour créée en 2015 et disputée à Minsk en Biélorussie. Elle fait partie de l'UCI Europe Tour en catégorie 1.2. La course a lieu le vendredi, la veille du Grand Prix de Minsk.

## Palmarès
| Année | Vainqueur             | Deuxième           | Troisième           |                  |
| ----- | --------------------- | ------------------ | ------------------- | ---------------- |
| 2015  | Oleksandr Golovash    | Matvey Nikitin     | Nurbolat Kulimbetov |                  |
| 2016  | Aleksandr Koulikovski | Yauheni Hutarovich | Anton Ivashkin      |                  |
| 2017  | Yegor Dementyev       | Andriy Bratashchuk | Yauhen Sobal        |                  |
| 2018  | Maciej Paterski       | Branislau Samoilau | Norman Vahtra       |                  |
| 2019  | Yauheni Karaliok      | Onur Balkan        | Maksim Piskunov     |                  |
| 2020  | annulé/abandonné      | annulé/abandonné   | annulé/abandonné    | annulé/abandonné |
| 2021  | annulé/abandonné      | annulé/abandonné   | annulé/abandonné    | annulé/abandonné |